# Тувинская котловина
Туви́нская котлови́на — межгорное понижение рельефа в верховьях Енисея, в Республике Тыва. Котловина ограничена хребтами Западного Саяна, Восточного Саяна, Алтая и Танну-Ола. Длина около 400 км, ширина от 25 до 60—70 км. Высота колеблется от 600 до 900 м. Холмисто-равнинный характер местности, мелкосопочник, преимущественно степи. Котловину прорезает долина Верхнего Енисея (Улуг-Хема). Делится на западную и восточную части — Хемчикскую и Улуг-Хемскую котловины, соответственно. Местами в котловину вдаются отроги соседних хребтов.
Развито животноводство (в основном, мясо-шерстное овцеводство), выращивание зерновых культур (пшеница, ячмень, просо), добыча каменного угля.
Климат континентальный. Зима холодная, безветренная, с преобладанием ясной и солнечной погоды. Территория лежит в «дождевой тени» хребтов Алтая и Западного Саяна, поэтому осадков выпадает мало — 180—300 мм. Наибольшее количество осадков — до 65-85 % годовой суммы — приходится на теплое время года, главным образом на июль и август. Средние температуры января от −25 до —34 °C, нередки морозы до −55…−58 °C. Лето тёплое, зачастую жаркое. Температура в июле +19…+20 °C; порой жара достигает +35…+40 °C.
В Тувинской котловине расположены города Кызыл, Шагонар, Чадан, Ак-Довурак.